# 岩本義行
岩本 義行（いわもと よしゆき、1912年3月11日 - 2008年9月26日）は、広島県三次市出身のプロ野球選手（外野手）・監督。
「元祖神主打法」「初代トリプルスリー」。
弟はプロ野球南海の投手・審判を務めた岩本信一。5人いる孫の1人に女優の遠野舞子がいる。

## 経歴

### 中等学校時代
旧制三次中学（現：三次高校）から、「その才能を伸ばしてあげたい」という校長の計らいで、二年時に旧制広陵中学（現：広陵高校）に転校。広陵野球部のスラッガーとして活躍し「山陽ベーブ」と異名を執り、敬遠のワンバウンドした球を本塁打にしたなどの逸話を残す。四国松山での強豪松山商業との練習試合は、四方を山に囲まれた道後球場で対戦。プレーを巡って乱闘試合になり、両チームの監督が揉み合うドサクサに紛れ、ベンチでカッカと燃えた岩本は、補欠なのに自分で代打を告げて山に猛打弾を叩きつけた。松山の古老は長くこの逸話を朝風呂でしていたといわれる。
最上級生となった1931年に第17回全国中等学校優勝野球大会に出場。「中学超弩級打者」と評されたが、準々決勝で吉田正男を擁する中京商業（現：中京大中京高校）に惜敗（中京商業はこの年から夏三連覇）。しかし同年秋の神宮野球大会では吉田を打ち込み、更に前年から夏春連覇中で、この年の夏はハワイ遠征で欠場した灰山元治、鶴岡一人らのいた同じ広島の広島商業を決勝で岩本の長打2本で下す。

### 大学・社会人時代
1934年明治大学に進学。二年生で明大史上初の首位打者（打率.390）。また1シーズン3本塁打、1試合13塁打（本塁打2、三塁打・二塁打各1本）の記録を作った。当時の神宮球場は両翼104メートル強と広かった。戦前の六大学リーグ戦の代表的スラッガーと呼ばれる。リーグ通算77試合に出場し281打数86安打、打率.306、4本塁打、62打点。明大在学中に自ら考案して身に付けたといわれるバットを体の正面でゆったりと構える独特の打法は神主打法と呼ばれた。この打法はバックスイングをほとんど取らず、腕力だけで叩く打法であった。当然、並外れた腕力が必要だが、目線がぶれず、球を捉えやすいという利点があった。加えて、投手に立ち向かう闘志こそその打撃の神髄であった。ヘルメットのまだ無い時代、危ない球から逃げろと忠告されても「逃げて打てるか」と打席のベース寄りに立った。岡本伊三美は「岩本さんは3打席連続で死球を受けたことがあって、1回目は黙って歩き、2回目は『うっ』とうめいて一塁へ。3回目でやっと『痛い』と言ったそうです」と話していた。数々の記録は、その闘志がもたらした勲章であった。法政の若林忠志は「岩本には打法を超える力がある」と述べ、マスコミは「理論を超えた打法」「打法を超越した打撃」と騒ぎ立てた。
1934年、大学卒業後は野球部のない大同電力に就職。1936年発足の職業野球全球団による大争奪戦となったが、「もう野球はあきたけんのう」と断って参加せず。しかし、野球からは離れず1937年、六大学出身のスター選手を揃えたクラブチーム日本一の強豪・東京倶楽部に所属、3番ないし4番を打って第11回都市対抗野球大会で準優勝に貢献した。東京倶楽部は翌1938年シーズン前に解散。東京倶楽部在籍は1年のみで、この年発足した南海軍の創設に参加した。初代監督・高須一雄に"いの一番"に誘われた。岩本以外は全員無名選手だった。一度はプロ野球を断ったが、始まったリーグ戦を上井草球場で見て気が変わったという。高須には岩本が広陵中学時代の上海遠征で、新聞記者として引率して貰ったという恩があった。南海軍、初代背番号1。

### 戦前プロ時代
初代主将で教育係でもあったが、初戦のオープン戦途中に赤紙の令状を受け、それをポケットに押し込むと 「打て!、打て!」とナインを叱咤し、2年間兵役に服し青島に就く。そのため試合出場はなく、復員した1940年から戦時下の1942年まで南海でプレー。1941年の太平洋戦争開戦直前に行われた職業野球東西対抗戦（現在のオールスターゲーム）でも西軍の四番を打った。この試合に出場した選手の大半はこの後戦地に送られ、吉原正喜、鬼頭数雄、村松幸雄らは帰って来ることはなかった。
1942年には打撃三部門（打率・本塁打・打点）で全て2位。同年7月11日の後楽園球場での対名古屋軍戦で、1試合3本塁打のプロ野球新記録を達成。戦前に記録した唯一人の選手である。1938年の綿製品禁止令以降、粗悪となった用具が更に進んだ年の記録で、本塁打王・古川清蔵が105試合で8本、南海のチーム本塁打が11本という年の1試合3本塁打であった。再び召集され、同年限りで退団。
戦争末期は郷里の三次市に引き上げていた。その頃、呉海軍工廠に勤める知人から「砂糖をやるから取りに来い」という話があり、1945年8月6日に一番列車で行く予定でいたところ、体がだるくて三番列車になり、広島に向かう途中で原爆投下を知らされた。いったん三次に戻ったのち、在郷軍人を集めた広島の救援活動に従事した。このため、「入市被爆者」として被爆者健康手帳の交付を受けている。
戦後はアマチュアの全広島でプレー後、1947年からは広陵の後輩・白石勝巳が創部して監督を務めていた植良組（別府市）に、白石の巨人復帰による後任を頼まれ選手兼任監督として在籍。チームはその後解散。親戚縁者から20万円をかき集め、退職金として選手たちに分け与えた。1949年、この借金の精算のため、石本秀一の要請で大陽ロビンスに37歳で7年ぶりにプロ球界に復帰したが、高齢のため契約金は無かった。

### 松竹・大洋時代
翌1950年に小西得郎が松竹の監督就任要請を固辞したため、チームは監督不在のままキャンプに突入。主将となった岩本は大量補強したチームをまとめるため、キャンプ地・倉敷からオート三輪で東京まで駆けつけ明治の大先輩・小西を説得、小西はイヤイヤながらも要請を受諾した。自身も二リーグとなった同年、3月11日の開幕第2戦（下関市営球場対中日）でセ・リーグ第一号本塁打をバースデー・アーチも兼ねて満塁で放つと、この年3番小鶴誠、5番大岡虎雄とクリーンアップを組み、水爆打線と呼ばれた強力打線を構成し、シーズン127打点に加え、史上初のトリプルスリー（打率.319 39本塁打 34盗塁）を達成してリーグ優勝に大きく貢献した。トリプルスリーの最年長記録など、この年の松竹の打撃記録は多くがプロ野球記録やセ・リーグ記録である。
毎日オリオンズとの第1回日本シリーズでも3本塁打を打ち、第6試合では4点リードされて無死満塁では毎日から同点本塁打を警戒されて敬遠された（投手は若林忠志）。岩本自身が「ノーアウト満塁で敬遠なんて、自分の長い野球生活でも後にも先にもない」と驚く作戦だった。シリーズは、初戦岩本の無謀な三盗などで毎日に敗れた。このプレーは岩本の“ミステリー走塁”と言われている。岩本は俊足ではないのに、出塁すると、じっとしていられず次の塁に突進したと伝えられる。
1951年8月1日の対大阪タイガース戦（長野上田球場）では、自らの記録を塗り替える史上初の1試合4本塁打を記録。二塁打も放ち1試合18塁打のプロ野球記録を達成。この二塁打も左翼フェンス上部を直撃した。プロ野球は1949-1950年はボールがよく飛び、この年1951年はボールが飛ばなくなった年での記録であった。
31本塁打(本塁打王、青田昇と1本差)、打点87、打率2位.351（首位打者、川上哲治.377）、長打率1位、盗塁は10。この年4月22日の国鉄戦から6月6日の巨人戦まで27試合連続ヒットを記録。この記録は1976年に張本勲に抜かれるまでセ・リーグ記録だった。前年とこの年に、二年連続で外野手シーズン最多補殺8という、セ・リーグ記録も残している。
1951年オフに小西得郎が大洋ホエールズの監督に就任すると、荒川昇治らとともに希望して大洋に移籍。1953年に松竹ロビンスとの合併で、松竹が小西監督の続投に難色を示し監督就任を要請されたが、小西の顔を立てて辞退し小西監督の続投となった。この年はシーズン24死球を記録した（現在もセリーグ記録で、日本記録は2007年にグレッグ・ラロッカが更新した28死球）。岩本は頭部に死球を受けても平然と一塁に歩き、これにはぶつけた投手の方が青くなったという伝説がある。張本勲の話ではヒビの入った頭蓋骨のレントゲン写真を見せてもらった事があるという。また"岩本のあんちゃんはケンカが強い"と雷鳴が鳴り響いていたといわれる。ただ鈴木龍二は「岩本君より大岡君の方が強い」。大和球士は「大岡が一番じゃないかな、プロ野球三十年史上では」と話している。1953年4月29日、41歳2ヵ月のとき、広島カープの18歳6ヶ月の川本徳三からホームランを放つ。これが40代の選手が18歳投手から本塁打を打った初めてのケースで、次の事例は55年後の2008年5月28日に広陵の後輩・金本知憲（阪神）が18歳10ヶ月の唐川侑己から記録した事例となる。岩本は引退までにさらに5人の10代投手から本塁打を打った。

### 東映・近鉄時代
1954年に一旦は引退し、一家で仙台の奥の北上川の畔に粗末な山家を構える。朝の5時から鉱山で鉱石を砕く仕事に従事し、仕事が終わると山に入りバットで樹の枝を叩き折っていたという。アマチュア・水沢駒形野球倶楽部に所属したのは、仲良しの小西得郎が、あまりに悲惨な岩本一家の暮らしを心配し、仙台の野球人や新聞社に繋がりをつけたためである。同年第25回都市対抗野球大会と翌1955年の第26回都市対抗野球大会に富士製鐵釜石の補強選手として出場し健在ぶりを発揮。全試合4番を打ち第25回大会では準決勝進出に貢献する。
1956年に強化三ヵ年計画を打ち出した東映フライヤーズの選手兼任監督として三度目のプロ野球復帰。明治生まれで最後の現役選手でもあった。1956年4月19日の大映戦（駒澤野球場）で最年長サヨナラ本塁打（44歳1ヵ月）、10月4日の西鉄戦（駒澤）では最年長サヨナラ安打（44歳6ヵ月）をマーク。1957年8月18日の阪急戦で五番レフトとして先発出場し、45歳5ヶ月で本塁打を打ち、史上最年長記録となった（駒澤、投手・種田弘）。同年限りで現役を引退。監督は1960年まで5年間務め毒島章一、土橋正幸、山本八郎などの主力選手を率いて、1958年には5選手をオールスターゲームに送り、1959年には同郷の高卒新人・張本勲を抜擢するなどで、チームを初めてAクラス入りさせた。
正捕手・山本八郎が故障すると自分でチェストプロテクター、レガースを付けてホームに座り、若い投手に大声をかけた。45歳までキャッチャーをやったといわれる。ユニフォームを脱げば若い選手とコップ酒を飲み"アンちゃん"の愛称で慕われたという。優勝を期待された翌1960年は5位に終わる。試合に負けると野球シロウトのオーナー・大川博から夜の10時ころ家に電話があり、何故投手を代えなかったとか何故代えたのかとか、何故スクイズをしなかったのか等々、結果論を追及されて、家族一同不愉快な思いをしたという。このため巨人の監督水原茂が辞任、東映が水原を次期監督候補としているという情報が入り岩本は辞任、保井浩一に代理監督を任せるとシーズン終了待たずに辞任し。監督を辞める際には家族全員賛成した。翌1961年は東映のコーチを務めた。
その後は近鉄のコーチ（1962年 - 1964年）を経て別当薫の後任として1965年から1966年の2年間近鉄の監督を務めた。2年連続最下位であったが鈴木啓示らを育てた。1981年に競技者表彰で野球殿堂入り。
試合で活躍した選手にスポンサーなどから贈呈される記念品・副賞の類はお世話になっている人・ファンに上げてしまい、一度も家へ持って帰ったことはないという。
晩年は郷里の三次で余生を送った。長寿で知られグラウンドに自転車で出かけては子供たちに野球を教えたり、地元TVに出演して神主打法を披露したりしていた。武骨・恬淡な人柄で、ほとんど自慢話をすることはなかったという。
2005年に特養ホームに入所。2008年9月26日に急性心不全のため死去。96歳没。

## 詳細情報

### 年度別投手成績
| 年 度     | 球 団     | 登 板 | 先 発 | 完 投 | 完 封 | 無 四 球 | 勝 利 | 敗 戦 | セ 丨 ブ | ホ 丨 ル ド | 勝 率 | 打 者 | 投 球 回 | 被 安 打 | 被 本 塁 打 | 与 四 球 | 敬 遠 | 与 死 球 | 奪 三 振 | 暴 投 | ボ 丨 ク | 失 点 | 自 責 点 | 防 御 率 | W H I P |
| --------- | --------- | ----- | ----- | ----- | ----- | -------- | ----- | ----- | -------- | ----------- | ----- | ----- | -------- | -------- | ----------- | -------- | ----- | -------- | -------- | ----- | -------- | ----- | -------- | -------- | ------- |
| 1940      | 南海      | 1     | 0     | 0     | 0     | 0        | 0     | 0     | --       | --          | ----  | 5     | 1.0      | 0        | 0           | 3        | --    | 0        | 0        | 0     | 0        | 0     | 0        | 0.00     | 3.00    |
| 通算：1年 | 通算：1年 | 1     | 0     | 0     | 0     | 0        | 0     | 0     | --       | --          | ----  | 5     | 1.0      | 0        | 0           | 3        | --    | 0        | 0        | 0     | 0        | 0     | 0        | 0.00     | 3.00    |

### 年度別打撃成績
| 年 度      | 球 団      | 試 合 | 打 席 | 打 数 | 得 点 | 安 打 | 二 塁 打 | 三 塁 打 | 本 塁 打 | 塁 打 | 打 点 | 盗 塁 | 盗 塁 死 | 犠 打 | 犠 飛 | 四 球 | 敬 遠 | 死 球 | 三 振 | 併 殺 打 | 打 率 | 出 塁 率 | 長 打 率 | O P S |
| ---------- | ---------- | ----- | ----- | ----- | ----- | ----- | -------- | -------- | -------- | ----- | ----- | ----- | -------- | ----- | ----- | ----- | ----- | ----- | ----- | -------- | ----- | -------- | -------- | ----- |
| 1940       | 南海       | 45    | 191   | 165   | 20    | 37    | 9        | 1        | 0        | 48    | 10    | 9     | --       | 2     | 1     | 18    | --    | 5     | 25    | --       | .224  | .319     | .291     | .610  |
| 1941       | 南海       | 84    | 377   | 340   | 34    | 68    | 14       | 0        | 7        | 103   | 30    | 17    | --       | 0     | --    | 30    | --    | 6     | 30    | --       | .200  | .277     | .303     | .580  |
| 1942       | 南海       | 104   | 439   | 358   | 51    | 98    | 17       | 3        | 7        | 142   | 46    | 37    | 16       | 5     | --    | 71    | --    | 5     | 18    | --       | .274  | .401     | .397     | .798  |
| 1949       | 大陽 松竹  | 52    | 221   | 196   | 30    | 48    | 12       | 0        | 8        | 84    | 34    | 5     | 2        | 0     | --    | 19    | --    | 6     | 22    | --       | .245  | .330     | .429     | .759  |
| 1950       | 大陽 松竹  | 130   | 599   | 552   | 121   | 176   | 23       | 3        | 39       | 322   | 127   | 34    | 8        | 0     | --    | 40    | --    | 7     | 48    | 15       | .319  | .372     | .583     | .956  |
| 1951       | 大陽 松竹  | 110   | 496   | 422   | 100   | 148   | 24       | 0        | 31       | 265   | 87    | 10    | 4        | 0     | --    | 63    | --    | 11    | 43    | 12       | .351  | .448     | .628     | 1.076 |
| 1952       | 大洋 洋松  | 120   | 522   | 454   | 82    | 130   | 24       | 3        | 16       | 208   | 81    | 16    | 6        | 0     | --    | 44    | --    | 24    | 41    | 19       | .286  | .379     | .458     | .837  |
| 1953       | 大洋 洋松  | 110   | 455   | 411   | 47    | 110   | 17       | 1        | 9        | 156   | 49    | 8     | 4        | 1     | --    | 38    | --    | 5     | 40    | 10       | .268  | .337     | .380     | .717  |
| 1956       | 東映       | 86    | 230   | 204   | 14    | 42    | 1        | 0        | 5        | 58    | 21    | 4     | 2        | 0     | 2     | 18    | 6     | 6     | 21    | 8        | .206  | .289     | .284     | .574  |
| 1957       | 東映       | 15    | 23    | 19    | 3     | 2     | 0        | 0        | 1        | 5     | 2     | 0     | 0        | 0     | 0     | 4     | 0     | 0     | 7     | 0        | .105  | .261     | .263     | .524  |
| 通算：10年 | 通算：10年 | 856   | 3553  | 3121  | 502   | 859   | 141      | 11       | 123      | 1391  | 487   | 140   | 42       | 8     | 3     | 345   | 6     | 75    | 295   | 64       | .275  | .361     | .446     | .807  |

- 各年度の太字はリーグ最高
- 大陽（大陽ロビンス）は、1950年に松竹（松竹ロビンス）に球団名を変更
- 大洋（大洋ホエールズ）は、1953年に洋松（大洋松竹ロビンス）に球団名を変更

### 通算監督成績
| 年度      | 球団      | 順位      | 試合 | 勝利 | 敗戦 | 引分 | 勝率 | ゲーム差               | チーム 本塁打          | チーム 打率            | チーム 防御率          | 年齢                   |
| --------- | --------- | --------- | ---- | ---- | ---- | ---- | ---- | ---------------------- | ---------------------- | ---------------------- | ---------------------- | ---------------------- |
| 1956年    | 東映      | 6位       | 154  | 58   | 92   | 4    | .390 | 39.5                   | 41                     | .216                   | 2.86                   | 44歳                   |
| 1957年    | 東映      | 5位       | 132  | 56   | 73   | 3    | .436 | 28.0                   | 45                     | .227                   | 2.80                   | 45歳                   |
| 1958年    | 東映      | 5位       | 130  | 57   | 70   | 3    | .450 | 22.0                   | 40                     | .237                   | 2.70                   | 46歳                   |
| 1959年    | 東映      | 3位       | 135  | 67   | 63   | 5    | .515 | 21.0                   | 78                     | .242                   | 2.98                   | 47歳                   |
| 1960年    | 東映      | 5位       | 75   | 29   | 46   | 0    | .386 | -                      | -                      | -                      | -                      | 48歳                   |
| 1965年    | 近鉄      | 6位       | 140  | 46   | 92   | 2    | .333 | 39.5                   | 91                     | .235                   | 3.61                   | 53歳                   |
| 1966年    | 近鉄      | 6位       | 133  | 48   | 82   | 3    | .369 | 28.0                   | 100                    | .228                   | 3.60                   | 54歳                   |
| 通算：7年 | 通算：7年 | 通算：7年 | 922  | 370  | 532  | 20   | .410 | Aクラス1回、Bクラス6回 | Aクラス1回、Bクラス6回 | Aクラス1回、Bクラス6回 | Aクラス1回、Bクラス6回 | Aクラス1回、Bクラス6回 |

- 1956年は8チーム制、1957年は7チーム制、1958年以降は6チーム制。
- 1960年は7月10日まで指揮。残り試合は保井浩一が代行。（57試合23勝32敗2分）
- 通算記録は監督代行としての指揮も含む。（1942年に南海軍の監督代行）

### 表彰
- ベストナイン：2回 （外野手部門：1950年、1951年）
- 野球殿堂競技者表彰（1981年）

### 記録
- 1試合4本塁打（1951年8月1日、対大阪戦） ※日本プロ野球記録
- 1試合18塁打（1951年8月1日、対大阪戦） ※日本プロ野球記録
- シーズン24死球（1952年） ※セ・リーグ記録
- 27試合連続安打（1951年4月22日 - 6月6日）
- 最年長本塁打：45歳5ヶ月（1957年8月18日、対阪急戦） ※日本プロ野球記録
- 最年長サヨナラ本塁打記録：44歳1ヶ月（1956年4月19日、対大映戦） ※NPB記録、40代でNPB史上初のサヨナラ本塁打[43]
- オールスターゲーム出場：3回 （1951年 - 1953年）
- 現役選手として20球団と対戦 ※日本プロ野球記録

### 背番号
- 1 （1938年、1940年 - 1942年）
- 3 （1949年 - 1951年）
- 2 （1952年 - 1953年）
- 30 （1956年 - 1960年）
- 40 （1961年）
- 50 （1962年 - 1966年）